# Liberal Gun Club
O Liberal Gun Club (LGC) é uma organização sem fins lucrativos, é um grupo americano de proprietários de armas composto principalmente por pessoas com visões liberais modernas. O grupo foi fundado em 2008 e tem uma posição pró-Segunda Emenda sobre posse de armas.

## Visão geral
A declaração de missão do Liberal Gun Club afirma que: “a missão do The Liberal Gun Club é fornecer uma voz pró-Segunda Emenda para proprietários de armas de centro-esquerda nas conversas nacionais sobre armas de fogo. A fim de cumprir nossa missão, encorajamos novos participantes nos esportes de tiro e fornecemos segurança de armas de fogo e programas de instrução de tiro; bem como fornecer um fórum para o discurso civil sobre essas questões”.
Com relação ao controle de armas, o grupo favorece "a mitigação da causa raiz para a prevenção da violência, maior atenção à saúde mental, enfrentamento da pobreza, falta de moradia e desemprego, em vez de se concentrar na proibição ou restrição de uma ferramenta". Eles também geralmente se opõem à proibição de "armas de assalto", mas os membros individuais têm uma ampla gama de opiniões. Em 2014, o grupo tinha cerca de 1.200 membros. De 2016 a 2017, após o tiroteio na boate de Orlando e a eleição presidencial dos Estados Unidos em 2016, o número de membros aumentou 65% ano após ano e a presença do grupo no Facebook e nas mídias sociais também cresceu significativamente. Em agosto de 2019, o Liberal Gun Club afirma ter mais de 11.500 apoiadores e mais de 2.500 membros contribuintes.

## Seções
O Liberal Gun Club opera nos Estados Unidos com seções ("chapters") em nível estadual ou regional. Em junho de 2019, o Clube tinha filiais ativas na Nova Inglaterra, Texas, Arizona, Arkansas, Flórida, Geórgia, Illinois, Massachusetts, Michigan, Minnesota, Missouri, Nova Jersey, Nova York, Carolina do Norte, Oklahoma, Oregon, Washington, Virgínia / DC / Maryland, Montanhas Rochosas, Tennessee e os "Estados Flyover" (que são estados a seis horas de carro de Chicago, Illinois). Outras seções foram propostas. Membros que não pertencem a uma seção regional participam de eventos nacionais e regionais. A Califórnia é a maior seção, com Oregon e Texas como o segundo e o terceiro maiores capítulos, respectivamente.